# RB Leipzig in het seizoen 2024/25
Het seizoen 2024/2025 is het 16e jaar in het bestaan van de Duitse voetbalclub RB Leipzig. De club komt uit in de Bundesliga. Tevens neemt het deel aan het toernooi om de DFB Pokal, hierin werd in de halve finale met 3–1 verloren van VfL Wolfsburg. Na het behalen van de vierde plaats in het vorige seizoen nam de club deel aan de Champions League. De groepsfase werd afgesloten bij de onderste acht plaatsen, waardoor de club is uitgeschakeld.

## Wedstrijdstatistieken

### Bundesliga
|       | FC Augsburg | 1. FC Union Berlin | VfL Bochum | Werder Bremen | Borussia Dortmund | Eintracht Frankfurt | SC Freiburg | 1. FC Heidenheim | TSG 1899 Hoffenheim | Holstein Kiel | Bayer 04 Leverkusen | 1. FSV Mainz 05 | Borussia Mönchengladbach | FC Bayern München | FC St. Pauli | VfB Stuttgart | VfL Wolfsburg |
| ----- | ----------- | ------------------ | ---------- | ------------- | ----------------- | ------------------- | ----------- | ---------------- | ------------------- | ------------- | ------------------- | --------------- | ------------------------ | ----------------- | ------------ | ------------- | ------------- |
| Thuis | 4 – 0       | 0 – 0              | 1 – 0      | 4 – 2         | 2 – 0             | 2 – 1               | 3 – 1       | 2 – 2            | 3 – 1               | –             | 2 – 2               | 1 – 2           | 0 – 0                    | –                 | 2 – 0        | –             | 1 – 5         |
| Uit   | 0 – 0       | 0 – 0              | 3 – 3      | –             | 2 – 1             | –                   | 0 – 0       | 0 – 1            | 4 – 3               | 0 – 2         | 2 – 3               | 0 – 2           | 1 – 0                    | 5 – 1             | 0 – 0        | 2 – 1         | 2 – 3         |

### DFB Pokal
| 1e ronde                                                  | Rot-Weiss Essen                                                    | 1 – 4 (1 – 2) | RB Leipzig                                                          |
| 17 augustus 2024 Plaats: Essen Stadion an der Hafenstraße | Ramien Safi 2'                                                     |               | 12' Benjamin Šeško 40' Loïs Openda 84' Antonio Nusa 88' Xavi Simons |
| 2e ronde                                                  | RB Leipzig                                                         | 4 – 2 (3 – 1) | FC St. Pauli                                                        |
| 29 oktober 2024 Plaats: Leipzig Red Bull Arena            | Yussuf Poulsen 12', 30' Christoph Baumgartner 17' Antonio Nusa 80' |               | 28' Morgan Guilavogui 58' Eric Smith                                |
| Achtste finale                                            | RB Leipzig                                                         | 3 – 0 (1 – 0) | Eintracht Frankfurt                                                 |
| 4 december 2024 Plaats: Leipzig Red Bull Arena            | Benjamin Šeško 31' Loïs Openda 50', 58'                            |               |                                                                     |
| Kwartfinale                                               | RB Leipzig                                                         | 1 – 0 (0 – 0) | VfL Wolfsburg                                                       |
| 26 februari 2025 Plaats: Leipzig Red Bull Arena           | Benjamin Šeško 69' (pen.)                                          |               |                                                                     |
| Halve finale                                              | VfB Stuttgart                                                      | 3 – 1 (1 – 0) | RB Leipzig                                                          |
| 2 april 2025 Plaats: Stuttgart Neckarstadion              | Angelo Stiller 5' Nick Woltemade 57' Jamie Leweling 73'            |               | 62' Benjamin Šeško                                                  |

### UEFA Champions League
| Groepsfase                                             | Atlético Madrid                               | 2 – 1 (1 – 1) | RB Leipzig                                      |
| 19 september 2024 Plaats: Madrid Estadio Metropolitano | Antoine Griezmann 28' José María Giménez 90'  |               | 4' Benjamin Šeško                               |
| Groepsfase                                             | RB Leipzig                                    | 2 – 3 (1 – 0) | Juventus FC                                     |
| 2 oktober 2024 Plaats: Leipzig Red Bull Arena          | Benjamin Šeško 30', 65' (pen.)                |               | 50', 68' Dušan Vlahović 82' Francisco Conceição |
| Groepsfase                                             | RB Leipzig                                    | 0 – 1 (0 – 1) | Liverpool FC                                    |
| 23 oktober 2024 Plaats: Leipzig Red Bull Arena         |                                               |               | 27' Darwin Núñez                                |
| Groepsfase                                             | Celtic FC                                     | 3 – 1 (2 – 1) | RB Leipzig                                      |
| 5 november 2024 Plaats: Glasgow Celtic Park            | Nicolas-Gerrit Kühn 35', 45+1' Reo Hatate 72' |               | 23' Christoph Baumgartner                       |
| Groepsfase                                             | Internazionale                                | 1 – 0 (1 – 0) | RB Leipzig                                      |
| 26 november 2024 Plaats: Milaan Stadio Giuseppe Meazza | Castello Lukeba 27' (e.d.)                    |               |                                                 |
| Groepsfase                                             | RB Leipzig                                    | 2 – 3 ( – 1)  | Aston Villa FC                                  |
| 10 december 2024 Plaats: Leipzig Red Bull Arena        | Loïs Openda 27' Christoph Baumgartner 62'     |               | 3' John McGinn 52' Jhon Durán 85' Ross Barkley  |
| Groepsfase                                             | RB Leipzig                                    | 2 – 1 (1 – 0) | Sporting Clube de Portugal                      |
| 22 januari 2025 Plaats: Leipzig Red Bull Arena         | Benjamin Šeško 19' Yussuf Poulsen 78'         |               | 75' Viktor Gyökeres                             |
| Groepsfase                                             | SK Sturm Graz                                 | 1 – 0 (1 – 0) | RB Leipzig                                      |
| 29 januari 2025 Plaats: Graz Merkur Arena              | Arjan Malić 42'                               |               |                                                 |

## Statistieken RB Leipzig 2024/2025

### Tussenstand RB Leipzig in de Bundesliga 2024 / 2025
| Stand | Gespeeld | Gewonnen | Gelijk | Verloren | Punten | Doelpunten voor | Doelpunten tegen | Gele kaarten | Rode kaarten |
| ----- | -------- | -------- | ------ | -------- | ------ | --------------- | ---------------- | ------------ | ------------ |
| 4e    | 29       | 13       | 9      | 7        | 48     | 47              | 37               | 57           | 2            |

### Topscorers
| #                | Naam                  | Goal |
| ---------------- | --------------------- | ---- |
| 1.               | Benjamin Šeško        | 11   |
| 2.               | Loïs Openda           | 9    |
| 2.               | Xavi Simons           | 9    |
| 4.               | Willi Orbán           | 5    |
| 5.               | Antonio Nusa          | 3    |
| 6.               | Christoph Baumgartner | 2    |
| 7.               | Ridle Baku            | 1    |
| 7.               | Lutsharel Geertruida  | 1    |
| 7.               | Kevin Kampl           | 1    |
| 7.               | Yussuf Poulsen        | 1    |
| 7.               | David Raum            | 1    |
| 7.               | André Silva           | 1    |
| Eigen doelpunten |                       |      |
| –                | Onbekend              | 2    |
| Totaal           | Totaal                | 47   |

| #      | Naam                  | Goal |
| ------ | --------------------- | ---- |
| 1.     | Benjamin Šeško        | 4    |
| 2.     | Loïs Openda           | 3    |
| 3.     | Antonio Nusa          | 2    |
| 3.     | Yussuf Poulsen        | 2    |
| 5.     | Christoph Baumgartner | 1    |
| 5.     | Xavi Simons           | 1    |
| Totaal | Totaal                | 13   |

| #      | Naam                  | Goal |
| ------ | --------------------- | ---- |
| 1.     | Benjamin Šeško        | 4    |
| 2.     | Christoph Baumgartner | 2    |
| 4.     | Loïs Openda           | 1    |
| 4.     | Yussuf Poulsen        | 1    |
| Totaal | Totaal                | 8    |